# 4725 Milone
4725 Milone је астероид главног астероидног појаса са средњом удаљеношћу од Сунца која износи 2,882 астрономских јединица (АЈ).
Апсолутна магнитуда астероида је 12,4.